# Дремлюга, Пётр Иванович
Пётр Иванович Дремлюга (31 августа 1912 года, город Лебедин — 2 мая 1987 года) — организатор производства, энергетик, управляющий трестом «Теплоэнергомонтаж» Министерства строительства электростанций СССР, Москва. Герой Социалистического Труда (1962).

## Биография
Родился 18 декабря 1912 года в рабочей семье в городе Лебедин. В 1927 году окончил семилетнюю школу в Лебедине и в 1936 году — Харьковский энергетический институт.
Работал директором треста «Теплоэнергомонтаж» в Харькове, руководителем строительства различных тепловых и атомных электростанций в СССР, управляющим трестом «Теплоэнергомонтаж» Министерства строительства электростанций СССР в Москве.
Упоминается в документальном фильме «СССР — Финляндия: 30 лет дружбы и сотрудничества» (1975) (руководитель группы советских специалистов на АЭС «Ловииса»).
Публикации
- Опыт монтажа тепломеханического оборудования блока 800 Мвт на Славянской ГРЭС [Текст] : обзор / П. И. Дремлюга [и др.] ; Информэнерго. — Москва : Информэнерго, 1970. — 100 с. : ил. — (Из опыта энергетического строительства).

## Награды
- Герой Социалистического Труда — указом Президиума Верховного Совета от 20 сентября 1962 года
- Орден Ленина